# さくら (サザンオールスターズのアルバム)
『さくら』（英語: Sakura）は、サザンオールスターズの13作目のオリジナル・アルバム。1998年10月21日にCDで発売。発売元はタイシタレーベル。
発売1週間後の10月28日にはレコードとして発売され、2008年12月3日にCDで再発売されている。2014年12月17日からはダウンロード配信、2019年12月20日からはストリーミング配信が開始されている。

## 背景
前作『Young Love』から約2年3か月ぶりとなり、自身のデビュー20周年を迎えた後に発売されたアルバム。サザンのオリジナルアルバムとしては、ギターの大森隆志が参加した最後の作品である。本作が発売された1998年の世の中では、翌年の1999年7月に『ノストラダムスの大予言』が的中したり、2000年初頭にパソコンが誤作動を起こす2000年問題が発生する可能性が囁かれていた。こうした世の中や時代の光や影、21世紀に向けて制作された楽曲が収録されている。アルバム全体のテーマとして「ネオジャパネスク」が挙げられている。

## 録音
本作は総レコーディング時間は3,000時間に及び、1985年発売の『KAMAKURA』で記録した1,800時間を超え、当時のオリジナル・アルバムとしては最も長期にわたるレコーディングとなった。クレジットにあるように実際1年半以上の期間をかけて製作した意味を込め、録音期間及び録音スタジオの記載の後には“So long long time!”との表記がある。その他SPECIAL THANKSとして製作に関わった人物に対し、それぞれ感謝の言葉が記されている。小林武史と小倉博和には「For Your Advice and Warmest Friendship（あなたのアドバイスと温かい友情のおかげです）」と記載されている。
難解な歌詞の楽曲が多いことや収録時間が78分27秒と12cmCDの最大収録時間である80分に近いものとなっているため、ビクターのサイトにも「問題作」と記されている。

## リリース
発売形態
初回限定盤は専用スリーブケース・ステッカー付き。アナログ（LP）盤も追って10月28日にVINYL版として発売された。
CDのジャケットは、前作『Young Love』や『海のYeah!!』に引き続き信藤三雄が手がけている。
再発売
- 2008年12月3日（CD）VICL-63314 リマスタリング
- 2024年12月11日（ダウンロード・ストリーミング）リマスタリング

## プロモーション
本作のテレビCMは、収録曲の一部をいくつか流した全体的なアルバム宣伝向けのものと、タイアップの付いた「素敵な夢を叶えましょう」のみを流した2つのバージョンがある。この2つのCMは、共に2004年発売のDVD『ベストヒットUSAS (Ultra Southern All Stars)』に収録されている。

## ツアー
1999年3月から5月にかけて本作と「イエローマン 〜星の王子様〜」を引っさげて全国ツアー「Se O no Luja na Quites（セオーノ・ルーハ・ナ・キテス） 〜素敵な春の逢瀬〜」を開催。
このツアーで歌われた曲数は全28曲に渡り旧作や「イエローマン」を含めマニアックな曲を中心に構成された。このアルバムからは13曲歌われている。「勝手にシンドバッド」「いとしのエリー」などのヒット曲は歌われず「いかにもサザンっぽい曲は封印した異色のコンサートだった」と評された。
自身初の4大ドーム公演（東京ドーム、大阪ドーム、ナゴヤドーム、福岡ドーム）を含む全国10都市22公演が開催された。これまでのサザンはスタジアムでのライブのイメージが強かったが、このころからドーム公演も本格的に行うようになった。

## 受賞歴
| 年     | 音楽賞                         | 結果                             | 出典   |
| ------ | ------------------------------ | -------------------------------- | ------ |
| 1999年 | 第13回日本ゴールドディスク大賞 | ロックアルバム・オブ・ザ・イヤー | [ 20 ] |

## チャート成績
1998年11月9日付と同年11月16日付のオリコン週間ランキングで1位を獲得して、2週連続での首位を記録した。オリコンによる本作の累計売上枚数は96.9万枚を記録して、自身のオリジナル・アルバムとしては『KAMAKURA』以来のミリオン割れとなった。しかし、出荷枚数の関係により、日本レコード協会では、発売当時の基準であるトリプル・プラチナ（最低出荷枚数120万枚以上）に認定されている。

## 収録曲
全作曲：桑田佳祐。初回限定盤・通常盤共通収録。既発曲の解説は各収録作品を参照のこと。
| #         | タイトル                                                       | 作詞                                      | 作曲・編曲           | 編曲                                                                        | 時間 |
| --------- | -------------------------------------------------------------- | ----------------------------------------- | -------------------- | --------------------------------------------------------------------------- | ---- |
| 1.        | 「NO-NO-YEAH / GO-GO-YEAH」                                    | 桑田佳祐                                  |                      | サザンオールスターズ                                                        | 5:38 |
| 2.        | 「YARLEN SHUFFLE 〜子羊達へのレクイエム〜」                    | 桑田佳祐                                  |                      | サザンオールスターズ 山本拓夫（管編曲）                                     | 4:16 |
| 3.        | 「マイ フェラ レディ」                                         | 桑田佳祐                                  |                      | 島健 サザンオールスターズ 山本拓夫（管編曲）                                | 3:58 |
| 4.        | 「LOVE AFFAIR 〜秘密のデート〜」                               | 桑田佳祐                                  |                      | サザンオールスターズ 山本拓夫（管編曲）                                     | 5:21 |
| 5.        | 「爆笑アイランド」                                             | 桑田佳祐                                  |                      | サザンオールスターズ                                                        | 4:08 |
| 6.        | 「BLUE HEAVEN」                                                | 桑田佳祐 トミー・スナイダー（英語補作詞） |                      | サザンオールスターズ                                                        | 4:47 |
| 7.        | 「CRY 哀 CRY」                                                 | 桑田佳祐                                  |                      | サザンオールスターズ                                                        | 4:57 |
| 8.        | 「唐人物語 (ラシャメンのうた)」                                | 桑田佳祐                                  |                      | サザンオールスターズ                                                        | 4:23 |
| 9.        | 「湘南SEPTEMBER」                                              | 桑田佳祐                                  |                      | サザンオールスターズ 島健（弦編曲）                                         | 4:32 |
| 10.       | 「PARADISE」                                                   | 桑田佳祐 トミー・スナイダー（英語補作詞） |                      | サザンオールスターズ                                                        | 5:54 |
| 11.       | 「私の世紀末カルテ」                                           | 桑田佳祐                                  |                      | サザンオールスターズ                                                        | 6:43 |
| 12.       | 「SAUDADE 〜真冬の蜃気楼〜」                                   | 桑田佳祐                                  |                      | サザンオールスターズ 山本拓夫（管編曲）                                     | 4:52 |
| 13.       | 「GIMME SOME LOVIN' 〜生命果てるまで〜」                       | 桑田佳祐                                  |                      | サザンオールスターズ                                                        | 4:03 |
| 14.       | 「SEA SIDE WOMAN BLUES」                                       | 桑田佳祐                                  |                      | サザンオールスターズ                                                        | 4:24 |
| 15.       | 「(The Return of) 01MESSENGER 〜電子狂の詩〜 <Album Version>」 | 桑田佳祐                                  | サザンオールスターズ | サザンオールスターズ 林憲一（編曲補） 角谷仁宣（編曲補） 山本拓夫（管編曲） | 5:14 |
| 16.       | 「素敵な夢を叶えましょう」                                     | 桑田佳祐                                  |                      | 島健 サザンオールスターズ                                                   | 5:09 |
| 合計時間: | 合計時間:                                                      | 合計時間:                                 | 合計時間:            | 78:19                                                                       |      |

1. NO-NO-YEAH / GO-GO-YEAH
歌詞中にはSGT. Doraemonが登場する。
ドラムスはミュージックシーケンサーによる打ち込みと松田による生音を切り替えた音の取り方となっている[13]。
コーラスを付けようか迷っていたところ、小林武史がたまたま同じビクタースタジオにおり、隣のスタジオにいたことで、アドバイスを貰ったという[13]。そのため、本アルバムではプロデューサーでは無いが、歌詞カードのクレジットに小林の名前がSPECIAL THANKSの表記で載せられている[14]。
2. YARLEN SHUFFLE 〜子羊達へのレクイエム〜
直後に公式で行われたファンを対象にしたインターネットでの人気投票で1位になった[22]。
お笑いコンビ・ヤーレンズの「ヤーレン」の部分の由来となっている。ヤーレンズの二人は共にサザンファンであり、旧コンビ名の「パープーズ」も4thアルバム『ステレオ太陽族』収録曲である「我らパープー仲間」に由来している[23]。
3. マイ フェラ レディ
桑田がフォー・フレッシュメン&ファイヴ・トロンボーンズの作品をモチーフにして制作した楽曲。本格的なジャズのメロディに、桑田の多重録音によるコーラスが用いられている。
製作時から仮タイトルは「マイ フェラ レディ」だったという[13]。タイトルだけでなく歌詞にも性的な表現が多数登場する。歌詞は日本語とスペイン語との口語表現を掛けている。
4. LOVE AFFAIR 〜秘密のデート〜
41枚目シングル。
5. 爆笑アイランド
歌詞は社会問題などに関するものである[24]。
曲名は桑田と親交の深いお笑いコンビ爆笑問題が由来。
間奏のラップは1998年の小渕内閣発足時に小渕恵三首相が演説で実際に使った言葉である[24]。
発売直後には本楽曲でテレビ朝日系音楽番組『ミュージックステーション』に出演し[25]、桑田は架空の政治家「超甘党公認 納豆屋ウニ」、原は納豆屋ウニの妻、松田は軍人、関口は過激派のデモ隊、野沢は割烹着姿になり、大森は建設業の労働者、サポート・メンバーの包国充は警察官に扮し、コーラスを担当した女性二人組はそれぞれホステスと女子高生に扮した[26]。この回でのサザンのメンバー及びサポートメンバーの姿は1999年の桑田の著書『素敵な夢を叶えましょう』にポラロイド写真として掲載されており、桑田の手書きの文字で「21年目のコミック・バンド」という書き込みがなされている[26]。
R-指定（Creepy Nuts）が本楽曲を気に入っている旨を語っている[27]。
6. BLUE HEAVEN
40枚目シングル。
7. CRY 哀 CRY
シングル「PARADISE」のカップリング曲。
8. 唐人物語 (ラシャメンのうた)
テレビ朝日系ドキュメンタリー番組『驚きももの木20世紀』テーマソング。
原由子ボーカル曲。前曲の終了直後にイントロなく歌い出される。
タイトルは「とうじんものがたり」と読み、括弧内の「ラシャメンのうた」はサブタイトルである。また“ラシャメン”とは「洋妾」のことである[28]。
歌詞は江戸時代末期に実在した芸者“唐人お吉”こと斎藤きちのことを綴っており、お吉の出身地である下田の情景が随所に記されている（唐人坂、稲生沢など）[2]。
ベスト・アルバム『バラッド3 〜the album of LOVE〜』や『海のOh, Yeah!!』にも収録されている。
発売年のAct Against AIDSイベント『オール リクエスト ショー』では作者である桑田がセルフカバーを行っている[29]。
9. 湘南SEPTEMBER
湘南を舞台にした失恋ソング[30]。
桑田は湘南という呼称に否定的だと言われていた時期があるが、「サザン＝湘南」のイメージをパロディ化しようと考えた結果、あえてタイトルに湘南を入れた楽曲を制作した[31]。
ミュージック・ビデオは製作されていないが、2003年のDVD『Inside Outside U・M・I』にイメージビデオが収録された。また、アルバム『バラッド3 〜the album of LOVE〜』にも収録されている。
桑田と親交を持っている三代目 桂春蝶は、この曲を「僕が愛してやまない曲」であると述べている[32]。
10. PARADISE
1998年に発売された42枚目シングル。
11. 私の世紀末カルテ
シングル「LOVE AFFAIR 〜秘密のデート〜」のカップリング曲。
12. SAUDADE 〜真冬の蜃気楼〜
タイトルの「サウダージ」とは哀愁、郷愁などの意味を持つ[2][33]。ボサノヴァ調の楽曲であり[2][33]、歌詞には「コルコバードの丘」「イエマンジャー」「アフォシェ」などブラジルを舞台にした言葉が使われている。
アルバム『バラッド3 〜the album of LOVE〜』や『海のOh, Yeah!!』にも収録されている。
13. GIMME SOME LOVIN' 〜生命果てるまで〜
タイトルはスペンサー・デイヴィス・グループの同名曲からの引用である。SMについての楽曲[2]。
14. SEA SIDE WOMAN BLUES
39枚目のシングル「01MESSENGER 〜電子狂の詩〜」のカップリング曲。
15. (The Return of) 01MESSENGER 〜電子狂の詩〜 <Album Version>
1997年に発売された39枚目シングル「01MESSENGER 〜電子狂の詩〜」のアルバムバージョン。
ドラムンベースの要素が追加されるなど、シングルバージョンからは大幅にアレンジが加えられている。イントロのアレンジは同年8月に行われたライブ『スーパーライブ in 渚園 モロ出し祭り』でのものであるが、本作では歌入り以降にも全体的なアレンジが加えられている。ほかにもシングルバージョンとアルバムバージョンではアレンジなどが違う曲がいくつか存在するが、本楽曲は唯一別表記が制定されている曲である。
桑田は本楽曲について、サザンで5本の指に入るほど好きな曲と述べている[34]。
16. 素敵な夢を叶えましょう
関西テレビ・フジテレビ系ドラマ『こいまち』主題歌。また、TBSラジオ『爆笑問題カーボーイ』エンディングテーマ。
ピアノとオーケストラを主体としているが、1番の後の間奏ではピアニカが使用され、2番の後の間奏以降はジャズ風のサクソフォーンが加わる。歌詞にはビートルズの「Let It Be」のフレーズが引用されている。
『バラッド3 〜the album of LOVE〜』DISC 2や『海のOh, Yeah!!』DISC 1でも最後に収録されている。
2015年4月3日に放送されたテレビ朝日系『ミュージックステーション』で、ゆずの北川悠仁が応援ソングとしてこの曲を挙げ、「ちょうどデビューして2年目くらいで、環境や仲間が変わった時にこの曲ばかりを聴いて励まされた」と語った[35][注釈 5]。

## 参加ミュージシャン
- 桑田佳祐 - ボーカル、ギター、ハーモニカ
- 大森隆志 - リードギター
- 関口和之 - ベース
- 松田弘 - ドラムス
- 原由子 - キーボード、ボーカル
- 野沢秀行 - パーカッション
  - SPECIAL THANKS TO 小林武史&小倉博和 (for Your Advice and Warmest Friendship)

| NO-NO-YEAH / GO-GO-YEAH - 山本拓夫 - フルート - 角谷仁宣 - コンピュータ・オペレーション YARLEN SHUFFLE 〜子羊達へのレクイエム〜 - 山本拓夫 - テノール & ソプラノ・サクソフォーン - 竹野昌邦 - アルト・サクソフォーン - 荒木敏男 - トランペット - 村田陽一 - トロンボーン - 角谷仁宣 - コンピュータ・オペレーション マイ フェラ レディ - 島健 - ピアノ - 村田陽一 - トロンボーン - 広原正典 - トロンボーン - 片岡雄三 - トロンボーン - 山城純子 - バストロンボーン - 角谷仁宣 - コンピュータ・オペレーション LOVE AFFAIR 〜秘密のデート〜 - 角谷仁宣 - コンピュータ・オペレーション - 山本拓夫 - テノール & バリトン・サクソフォーン - 金原千恵子グループ - ストリングス 爆笑アイランド - もののけ隊 - シャウト - 渡辺理恵 - フィーメイル・ラップ - 山門雅代 - フィーメイル・ラップ - 角谷仁宣 - コンピュータ・オペレーション BLUE HEAVEN - 角谷仁宣 - コンピュータ・オペレーション CRY 哀 CRY - 角谷仁宣 - コンピュータ・オペレーション 唐人物語 (ラシャメンのうた) - 角谷仁宣 - コンピュータ・オペレーション 湘南SEPTEMBER - 金原千恵子グループ - ストリングス - 山本拓夫 - テノール・サクソフォーン - 角谷仁宣 - コンピュータ・オペレーション | SAUDADE 〜真冬の蜃気楼〜 - 小倉博和 - ガット・ギター - 山本拓夫 - ソプラノ・サクソフォーン & フルート - 荒木敏男 - フリューゲルホルン - 西村浩司 - フリューゲル・ホルン - 角谷仁宣 - コンピュータ・オペレーション GIMME SOME LOVIN' 〜生命果てるまで〜 - 角谷仁宣 - コンピュータ・オペレーション SEA SIDE WOMAN BLUES - 小倉博和 - ガット・ギター、ラップ・スティール - 角谷仁宣 - コンピュータ・オペレーション (The Return of) 01MESSENGER 〜電子狂の詩〜 <Album Version> - 小倉博和 - エレクトリックギター - 山本拓夫 - テノール & バリトン・サクソフォーン - 村田陽一 - トロンボーン & バストロンボーン - 荒木敏男 - トランペット - 角谷仁宣 - コンピュータ・オペレーション 素敵な夢を叶えましょう - 島健 - ピアノ & ピアニカ - 金原千恵子グループ - ストリングス - BOB ZUNK - アルト・サクソフォーン & フルート - 淵野繁雄 - アルト・サクソフォーン - 包国充 - テノール・サクソフォーン - 竹野昌邦 - テノール・サクソフォーン - 山本拓夫 - バリトン・サクソフォーン - 藤田乙比古 - ホルン - 萩原顕彰 - ホルン - 朝川朋之 - ハープ - 三沢またろう - ティンパニ & シンバル - 角谷仁宣 - コンピュータ・オペレーション |

## ライブ映像作品
| 曲名                                                       | 作品名                                                                                            | 備考                                                                                                  |
| ---------------------------------------------------------- | ------------------------------------------------------------------------------------------------- | --- |
| NO-NO-YEAH / GO-GO-YEAH                                    | 未収録                                                                                            | |
| YARLEN SHUFFLE 〜子羊達へのレクイエム〜                    | 未収録                                                                                            | |
| マイ フェラ レディ                                         | 未収録                                                                                            | |
| LOVE AFFAIR 〜秘密のデート                                 | →「 LOVE AFFAIR 〜秘密のデート § ライブ映像作品 」を参照                                          | |
| 爆笑アイランド                                             | 真夏の大感謝祭 LIVE                                                                               | 二番の歌詞の行革の部分が増税に、間奏のラップのフレーズも拉致問題、景気対策、CO2削減に変更されている。 |
| BLUE HEAVEN                                                | →「 BLUE HEAVEN#ライブ映像作品 」を参照                                                           | |
| CRY 哀 CRY                                                 | →「 PARADISE#ライブ映像作品 」を参照                                                              | |
| 唐人物語 (ラシャメンのうた)                                | 未収録                                                                                            | |
| 湘南SEPTEMBER                                              | 未収録                                                                                            | |
| PARADISE                                                   | →「 PARADISE#ライブ映像作品 」を参照                                                              | |
| 私の世紀末カルテ                                           | →「 LOVE AFFAIR 〜秘密のデート § ライブ映像作品 」を参照                                          | |
| SAUDADE 〜真冬の蜃気楼〜                                   | LIVE TOUR 2019 “キミは見てくれが悪いんだから、アホ丸出しでマイクを握ってろ!!” だと!? ふざけるな!! | |
| GIMME SOME LOVIN' 〜生命果てるまで〜                       | 未収録                                                                                            | |
| SEA SIDE WOMAN BLUES                                       | 未収録                                                                                            | |
| (The Return of) 01MESSENGER 〜電子狂の詩〜 <Album Version> | →「 01MESSENGER 〜電子狂の詩〜 § ライブ映像作品 」を参照                                          | |
| 素敵な夢を叶えましょう                                     | 未収録                                                                                            | |